# Princes of the Universe
〈Princes of the Universe〉는 영국의 록 밴드 퀸의 곡이고, 프레디 머큐리가 작곡한 곡이다. 이 곡은 영화 《최후의 하이랜더》의 사운드 트랙을 위해 작곡되었고 1986년 《최후의 하이랜더》 음반에 실린 다른 곡들을 수록한 음반 《A Kind of Magic》에 발매되었다. 음악적 스타일로 볼 때, 이 노래는 현대 하드 록과 오페라와 유사한 머큐리의 헤비 메탈과 목소리를 연상시키는 폭발적인 소리를 특징으로 하는 밴드가 연주하는 가장 어려운 곡들 중 하나로 유명하다. 머큐리가 검술로 등장하는 이 노래의 뮤직 비디오는 어느 정도 명성을 얻었다.